# Markus Ulstett

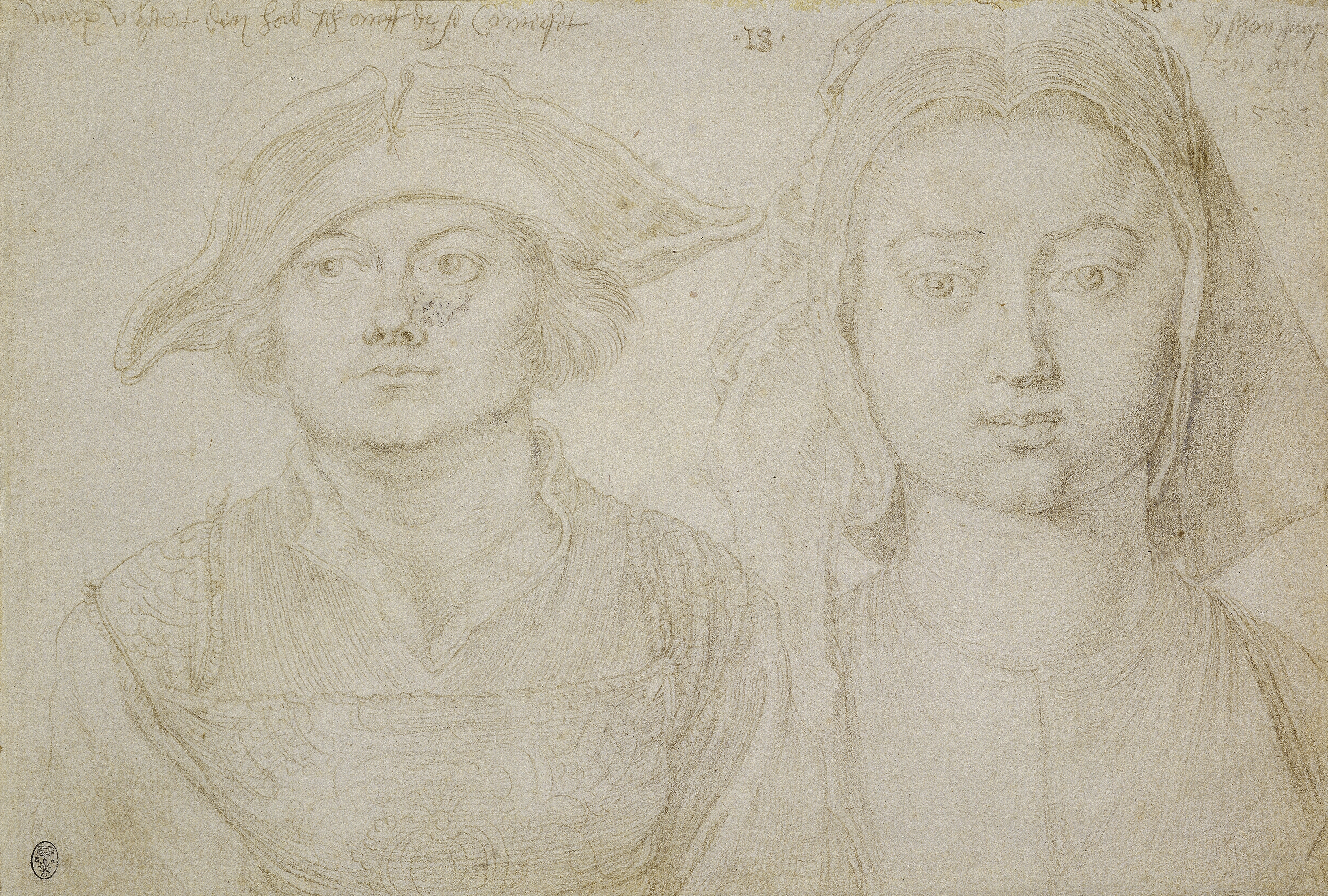
Markus Ulstett auf dem Skizzenbuchblatt Dürers mit einer Unbekannten aus Antwerpen

Markus Ulstett, auch Marx Ulstat (* 3. Januar 1494 in Augsburg; † 1. Januar 1556), war ein Augsburger Kaufmann, Bürgermeister und Stadtpfleger.

## Leben
Er stammte aus der Augsburger Kaufmannsfamilie Ulstett. Seine Eltern waren Sebastian Ulstett und dessen Ehefrau Ursula geb. Raiser. Georg Ulstett, der aus Nürnberg stammte, war sein Großvater. Bereits früh tätigte er Handelsgeschäfte im Ausland. Auf eine Schiffsreise in die Niederlande, traf Ulstett 1520/21 auf den Maler Albrecht Dürer der ihn skizzierte. 1524 wurde er Konsul der deutschen Kaufleute in Venedig. 1530 diente er als Zwölfer der Augsburger Kaufmannszunft. 1538 erhielt er den Augsburger Patrizierstand und 1548 wurde er zünftiger Bürgermeister. Nach der Einführung des Regimentsordnung Karls V. bestätigte man ihn 1548/49 zum Stadtpfleger von Augsburg. 1553 kaufte er das Gut Gailenbach bei Edenbergen.

## Familie
Markus Ulstett heiratete am 18. Oktober 1522 Dorothea Miller († 9. August 1571). Seine Handelsgesellschaft wurden von seinen Söhnen Markus († 9. September 1571), David († 11. Februar 1586 in Jílové) und Paul Ulstett († 19. Februar 1575) fortgeführt. Sein Sohn Markus Ulstett der Jüngere, der sein Bürgerrecht aufgab und sich darauf zeitweise in München aufhielt, bekleidete ebenfalls 1561 in Augsburg das Bürgermeisteramt.